# علی خدادادی (بازیکن فوتبال)
علی خدادادی (زادهٔ ۲۹ بهمن ۱۳۷۶ - اصفهان) بازیکن فوتبال اهل ایران است که در پست مهاجم برای باشگاه فوتبال چادرملو بازی می‌کند آکادمی سبز پوشان تو شهرک کوثر میومد سر تمرین ما